# Anne-Sophie Centis
Anne-Sophie Centis, née le 24 septembre 1983 à Lille, est un coureuse cycliste handisport français, en catégorie B2 (Déficient visuel).

## Biographie
Atteint d'un glaucome, une maladie dégénérative du nerf optique, elle perd progressivement la vue avant de devenir aveugle à l'âge de 20 ans à la suite d’une cataracte congénitale.
Elle suit des études en kinésithérapie et exerce son métier dans le service de réanimation pédiatrique de l'hôpital Jeanne de Flandre à Lille.
En parallèle, elle découvre le tandem et intègre l'équipe de France de para-cyclisme avec, en 2022, une participation à ses premiers championnats du monde avec sa pilote Élise Delzenne : ensemble, elles terminent 3e sur le 3km poursuite individuelle et sur le 750m Sprint par équipe avec Maxime Gressier et Alexandre Lloveras. Aux mondiaux 2023 sur route, le binôme décroche une médaille de bronze sur le contre-la-montre.
À 41 ans, Anne-Sophie Centis participe à ses premiers Jeux Paralympiques à l'édition Paris 2024.

## Palmarès handisport

### Cyclisme

#### Championnats du monde
- Championnats du monde de paracyclisme sur piste 2022 à Saint-Quentin en Yvelines,  France
  -  Médaille de bronze 3km poursuite individuelle
  -  Médaille de bronze 750 m[2]
- Championnats du monde de paracyclisme sur route 2023 à Glasgow,  Écosse
  -  Médaille de bronze du contre-la-montre